# منتخب بيرو لكرة القاعدة
منتخب بيرو لكرة القاعدة (بالإسبانية: Selección de béisbol del Perú)‏ هو ممثل بيرو الرسمي في المنافسات الدولية في كرة القاعدة
.